# Jacklschutzen
Das Jacklschutzen ist ein in Teilen Deutschlands verbreiteter Brauch, bei dem eine Puppe auf einem Leintuch hoch- und niedergeworfen wird.
Das Brauchtum ist im Werdenfelser Land, aber auch in anderen deutschen Orten, bis heute verbreitet. Dort findet es zum Ende der Faschingszeit statt. Es wird vermutet, dass es auf eine bereits im alten Rom verbreitete Volksjustiz zurückgeht, bei der der Missetäter auf einer Kuhhaut hoch- und niedergeworfen („geprellt“) wurde. In München wurde der Brauch bis ins frühe 19. Jahrhundert am Johannistag von Handwerkern ausgeübt.